# Coelorinchus labiatus
Coelorinchus labiatus är en fiskart som först beskrevs av Köhler, 1896.  Coelorinchus labiatus ingår i släktet Coelorinchus och familjen skolästfiskar. Inga underarter finns listade i Catalogue of Life.